# Kerkidan
Kerkidan (ryska: Керкидан) är en ort i Kirgizistan.   Den ligger i oblastet Osj, i den sydvästra delen av landet, 300 km sydväst om huvudstaden Bisjkek. Kerkidan ligger 649 meter över havet och antalet invånare är 1 482.
Terrängen runt Kerkidan är kuperad åt sydväst, men åt nordost är den platt. Runt Kerkidan är det ganska tätbefolkat, med 67 invånare per kvadratkilometer. Närmaste större samhälle är Iradan, 14,5 km söder om Kerkidan. Trakten runt Kerkidan består i huvudsak av gräsmarker.